# Laguna Taypi Chaka
Laguna Taypi Chaka är en sjö i Bolivia.   Den ligger i departementet La Paz, i den västra delen av landet, 500 km nordväst om huvudstaden Sucre. Laguna Taypi Chaka ligger 4 412 meter över havet. Den ligger vid sjön Laguna Suriquiña.
Trakten runt Laguna Taypi Chaka består i huvudsak av gräsmarker. Runt Laguna Taypi Chaka är det ganska glesbefolkat, med 43 invånare per kvadratkilometer.